# Histoire des Juifs à Oman
 (décembre 2017).
Si vous disposez d'ouvrages ou d'articles de référence ou si vous connaissez des sites web de qualité traitant du thème abordé ici, merci de compléter l'article en donnant les références utiles à sa vérifiabilité et en les liant à la section « Notes et références ».

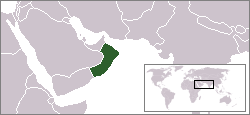
Situation géographique d'Oman.

La présence d'une communauté juive à Oman remonte jusqu'au Ve siècle après Jésus-Christ. 

## Histoire
Lorsque la Judée fut annexée par l'empire romain et que la totalité des Juifs se sont éparpillés tout autour de la Méditerranée, une grande communauté parti pour l'Arabie, puis, un petit groupe de Juifs quitta l'Arabie pour le sud-est de la péninsule Arabique - Oman. À la suite des différentes conquêtes arabes, les Juifs s’inscrivirent dans la culture et la langue arabe, ils seront ensuite considérés comme des Juifs arabes. Les Juifs omanais étaient également très proches des Juifs yéménites.
Avant 1960, la communauté juive omanaise comptait entre 5 000 et 10 000 personnes. Contrairement à d'autres pays du Proche et du Moyen-Orient, il n'y a jamais eu de persécutions religieuses à caractère antisémite, le régime étant très tolérant. Néanmoins, la totalité de la communauté juive fit le choix de librement quitter l'Oman pour rejoindre Israël.